# Shermaine Santiago
Shermaine Santiago (nacida el 15 de febrero de 1980, Manila) es una actriz,  cantante y presentadora de televisión filipina. Ella como presentadora trabajó en muchos programas de televisión de éxito difundidas por la Red de GMA, como en "Mejores amigos", "Beh Bote Nga", "Te Amo", "Maging Sino Ka Man", "Mulawin", "Impostora" y "MariMar". También es  es coanfitriona de un programa de variedades en TV shows, como en "Walang Tulugan con Master Showman". Conducido junto a German Moreno y Juan Nite. También apareció recientemente como una serie de televisión de drama fantasía titulada, "Paroa: Ang Kuwento ni Mariposa".

## Carrera
Ella se graduó en el "Centro Escolar University", Santiago comenzó a cantar en hoteles y realizando presentaciones a la edad de 16 años. Casi al mismo tiempo, apareció en varios comerciales publicitarios. Ella audicionó para la red GMA Network y la Red de GMA, que le hizo firmar un exclusivo contrato de seis meses. Le ofrecieron proyectos como invitada para trabajar en diferentes shows teatrales e interpretar un personaje regular en la "Best Friends". Programa orientado hacia los jóvenes. Más adelante apareció en una comedia titulada "Beh Bote Nga". 
En su cumpleaños número 32, lanzó un tema musical titulado "Someone Like You", perteneciente a Adele' en "Walang Tulugan con Master Showman". Recibió un gran reconocimiento por parte del público.

## Vida personal
Santiago tiene un hijo llamado, Tristan Reefe. Su hijo fue bautizado por el padre, Steve Tyran, en la Iglesia de San Benito en Don Antonio Heights de Ciudad Quezón.

## Filmografía

### Televisión
| Año       | Título                                 | Personaje          | Canal       |
| Present   | Walang Tulugan with the Master Showman | Host/Herself       | GMA Network |
| 1999      | Best Friends                           | Herself            | GMA Network |
| 1999-2003 | Beh Bote Nga                           | Celine             | GMA Network |
| 2003      | Ang Iibigin Ay Ikaw Pa Rin             | Mayumi             | GMA Network |
| 2004      | Te Amo, Maging Sino Ka Man             | Marie              | GMA Network |
| 2004      | 30 Days                                | Contestant/Herself | GMA Network |
| 2004-2005 | Mulawin                                | Oyayi              | GMA Network |
| 2007      | Impostora                              | Carla              | GMA Network |
| 2007      | MariMar                                | Brenda             | GMA Network |
| 2011      | Iglot                                  | Idang              | GMA Network |
| 2012      | Maynila                                |                    | GMA Network |
| 2012-2013 | Cielo de Angelina                      |                    | GMA Network |
| 2012-2013 | Paroa: Ang Kuwento ni Mariposa         | Talisay            | GMA Network |
| 2013      | Magpakailanman                         | Guidance counselor | GMA Network |
| 2013      | Home Sweet Home                        |                    | GMA Network |

### Películas
| Año  | Título              | Personaje |
| 2000 | Kailangan Ko'y Ikaw | Mayumi    |
| 2000 | Biyaheng Langit     | Amanda    |
| 2001 | Radyo               | Joan      |
| 2005 | D'Anothers          | Ghost     |